# Маглай (община)
Община Маглай (босн. и хорв. Opština Maglaj, серб. Општина Маглај) — боснийская община, расположенная в Зеницко-Добойском кантоне Федерации Боснии и Герцеговины. Административным центром является Маглай.

## Население
По предварительным данным переписи в конце 2013 года население общины составляло 24 980 человек. По данным переписи населения 1991 года, в 56 населённых пунктах общины проживали 43 388 человек.